# Jonas Nätterlund
Jonas Nätterlund, född 1924 i Rössjö, Sidensjö socken, död 1995 i Stockholm, var en svensk donator.

## Biografi
Jonas Nätterlund var enda barnet till paret Sigrid och Johan Nätterlund.
Som ung flyttade han till Stockholm, bosatte sig i en enrummare på Kungsholmen och jobbade som typograf på Dagens Nyheter och sedan Expressen. Han bildade aldrig familj, men skrev redan 1961 ett testamente där han efterlämnade allt han ägde till en stiftelse vid namn "Sigrid, Johan och Jonas Nätterlunds minnesfond". Fonden ska enligt testamentet tillfalla Nätra landskommun (Sidensjö landskommun) (ingår idag i Örnsköldsviks kommun) och den ska ha till uppgift att köpa in "konst eller skulpturer för utsmyckning av offentliga lokaler och platser".
När han avled 1995 visade det sig att han placerat pengar i värdepapper, och vid hans död uppgick aktieportföljen till 24 miljoner kronor.

## Stiftelsen Sigrid, Johan och Jonas Nätterlunds minnesfond
Örnsköldsviks kommun ansvarar för minnesfonden och placerar ut konstverk och skulpturer enligt Jonas Nätterlunds vilja. Konsten utgör grunden i High Coast Art Valley.